# ネオスポーツ the documentary!
『ネオスポーツ the documentary!』（ネオスポーツ ザ・ドキュメンタリー!）とは、テレビ東京系列及び一部の地上独立テレビ局において、平日版は2009年3月30日から2016年4月1日まで、週末版は2009年4月4日から2016年3月27日まで放送されていたスポーツニュース番組である。
番組開始から2014年3月30日（日曜日）のタイトル表記は、『neo sports』。同年3月31日（月曜日）放送分から「the documentary!」というサブタイトルを付けるとともに、『ネオスポ』という略称も用いていた。

## 概要
前身番組の『メガスポ!』のバーカウンター風の大人の落ち着いた雰囲気を醸し出していたセットから一転し、白を基調とした明るいセットとなった。また、週末版は、眞鍋かをり、週末スポーツを6年半務めていた大橋未歩から、それぞれアナウンサー2年目（開始当時）の相内優香（土曜日担当→土曜日か日曜日の隔週交代担当）、秋元玲奈（日曜日担当→土曜日か日曜日の隔週交代担当）へと若さを押し出す形となった。
なお、主にBSジャパンで、オリンピックなど一部海外のスポーツ大会のニュースフィルムを放送する場合、著作権の関係で「映像は放送できません」というブルーバックを出すこともある。その場合は、音声だけを放送することになっている。
この番組のBGMは、その一部がテレビ東京とテレビ大阪で放送されているトーク番組『美女放談』のオープニングでも使われている。
主にcapsuleの楽曲が多く使用されている。
2010年からは、atire.の作曲したオリジナルBGMを使用している。また、2010年7月4日（平日版は7月2日）までは、NTSCはSD4:3コンバートで放送されていたが、7月5日（週末版は7月10日）以後はレターボックス16:9となる。
放送当時、日本のテレビ局のスポーツニュースで、週末を含めた全曜日同一題で放送されている完全帯番組は当番組とフジテレビの『SPORT』だけであった。
2011年10月1日からの土曜版は22:30 - 23:05の放送になる。土曜版の23:55分までの後続番組は『石川遼スペシャル RESPECT 〜ゴルフを愛する人々へ〜』（23:05 - 23:30）と『FOOT×BRAIN』（23:30 - 23:55）になるため、テレビ東京系列の土曜22:30 - 23:55はスポーツ番組が放送されることになる。また、2011年9月から新聞番組表では「バラエティ7」の1コーナー（コンプレックス）から単独番組扱いとなった他、同年10月3日からの平日版のEPGにおいても「バラエティ7」の1コーナーから単独番組扱いになったと同時に「バラエティ7」の名称も消滅した。
2012年10月から火曜～金曜（月曜～木曜深夜）の放送は0:45 - 1:00の放送になり、平日版を唯一系列外ネットしているびわ湖放送も平日版のネットを継続する。またBSジャパンは放送日付上の翌朝となる火曜-金曜の6:40-6:55に放送（金-日曜は従来どおり放送日付上の深夜に放送）されていたが、2013年4月1日から平日22時台に新番組「BSニュース 日経プラス10」が始まり、そこにスポーツニュースが内包される都合上、平日分の時差放送は3月29日深夜分で打ち切られ、土・日のみとなった（ただし、「日経プラス10」におけるスポーツコーナーは2013年上半期のみで終了となり、現在平日のスポーツニュース自体、BSジャパンでは放送されていない）。
2013年10月5日から土曜22:30 - 23:00に『Crossroad』が放送されるため、土曜版の放送時間が23:00 - 23:30に変更された。
2014年3月31日から、キャスター陣を変更。タイトルやロゴも一新している。
2016年4月1日をもって当番組は終了し、4月2日から『追跡LIVE! Sports ウォッチャー』が放送開始。放送時間が平日は2012年9月以来3年半ぶりに23:58開始に統一し、土曜は23:00 - 23:55の放送になる（日曜は従前通り）。

## 平日版

### 放送時間（平日）
※ここでの時刻表記は、すべて日本時間とする。
- 木曜 - 金曜（月曜 - 木曜深夜） 0:45 - 1:00 （2012年10月より）
- 金曜 23:58 - 翌0:12

CMを除いたスタート時刻は23:59.45。
「平日」版と記載しているが、元日以外の祝日も放送される。
※特別番組などの編成で上記より遅延することもある。

### キャスター（平日）
| 期間          | 期間           | 月曜日     | 火曜日     | 水曜日     | 木曜日     | 金曜日     |
| ------------- | -------------- | ---------- | ---------- | ---------- | ---------- | ---------- |
| 2009年3月30日 | 2009年10月2日  | 前田海嘉   | 前田海嘉   | 前田海嘉   | 大竹佐知   | 繁田美貴   |
| 2009年10月5日 | 2010年3月26日  | 繁田美貴   | 前田海嘉   | 大竹佐知   | 大竹佐知   | 繁田美貴   |
| 2010年3月29日 | 2010年6月25日  | 前田海嘉   | 繁田美貴   | 繁田美貴   | 須黒清華   | 狩野恵里   |
| 2010年6月28日 | 2010年10月1日  | 秋元玲奈   | 繁田美貴   | 須黒清華   | 相内優香   | 狩野恵里   |
| 2010年10月4日 | 2011年9月30日  | 秋元玲奈   | 繁田美貴   | 須黒清華   | 須黒清華   | 相内優香   |
| 2011年10月3日 | 2012年9月28日  | 秋元玲奈   | 植田萌子   | 紺野あさ美 | 須黒清華   | 白石小百合 |
| 2012年10月1日 | 2013年3月29日  | 秋元玲奈   | 植田萌子   | 白石小百合 | 須黒清華   | 紺野あさ美 |
| 2013年4月1日  | 2013年12月27日 | 須黒清華   | 森田京之介 | 紺野あさ美 | 白石小百合 | 秋元玲奈   |
| 2014年1月6日  | 2014年3月28日  | 森田京之介 | 鷲見玲奈   | 紺野あさ美 | 白石小百合 | 秋元玲奈   |
| 2014年3月31日 | 2014年6月27日  | 白石小百合 | 鷲見玲奈   | 森田京之介 | 森田京之介 | 秋元玲奈   |
| 2014年6月30日 | 2014年10月31日 | 白石小百合 | 鷲見玲奈   | 森田京之介 | 植田萌子   | 秋元玲奈   |
| 2014年11月3日 | 2014年12月26日 | 森田京之介 | 白石小百合 | 鷲見玲奈   | 植田萌子   | 秋元玲奈   |
| 2015年1月5日  | 2015年3月27日  | 狩野恵里   | 森田京之介 | 白石小百合 | 鷲見玲奈   | 秋元玲奈   |
| 2015年3月30日 | 2016年4月1日   | 狩野恵里   | 秋元玲奈   | 白石小百合 | 鷲見玲奈   | 森田京之介 |

※全員、テレビ東京アナウンサー。前田、繁田、大竹は『メガスポ!』から続投。
2009年度まではキャスターの挨拶は番組の冒頭に「こんばんは。Neo Sports　（キャスター名）です」と述べてから本編にしていたが、2010年度から冒頭では「こんばんは」とだけ（無い日もある）として、終わりのところで「Neo Sports　（キャスター名）でした」とコメントするようになった。
タイトル→スタジオの前に、その日のトップ項目で扱う話題をアバンタイトルとして出している（週末編はタイトル→提供クレジットの後、日にもよるが、スタジオパート→ヘッドラインであったり、ヘッドライン→CM→スタジオとなることもあったりする）。
開始当初から2010年6月までは週2日担当キャスターが時期ごとに1名（前田のみ3日担当した時期有り）いたが、2010年7月に前田の人事異動（アナウンス→スポーツ部）に伴う降板以後は担当コンバートが見直され、5人のアナウンサーが各曜日ごと日替わりで担当していた。しかし、10月改編で狩野が降板したため、須黒が週2日担当キャスターとなった。
2011年10月の改編で繁田と相内が降板、5人のアナウンサーが各曜日ごと日替わりでの担当になる。
2013年4月の改編で植田が降板。それまでは女性アナウンサーだけの出演であったが、2013年度から火曜日を男性アナウンサーの森田京之介が担当する。
2013年12月に須黒が降板。2014年1月から鷲見が火曜日担当となり、火曜日担当の森田が月曜日担当にシフトが変更。
2014年4月の改編で紺野が降板。森田のシフトがさらに変更されて週2日担当キャスターとなった。
2014年7月に植田が1年3ヶ月ぶりに復帰。森田のシフトが水曜日のみに変更。
2014年12月に植田が降板。2015年1月に狩野が4年3ヶ月ぶりに復帰。

## 週末版

### 放送時間（週末）
※ここでの時刻表記は、すべて日本時間とする。
土曜日
- 2013年10月5日 - 2016年3月26日 23:00 - 23:30
- 2011年10月1日 - 2013年9月28日 22:30 - 23:05
- 2009年10月3日 - 2011年9月24日 23:20 - 23:55
- 2009年4月4日 - 2009年9月26日 23:45 - 翌0:20

日曜日
- 2009年10月4日 - 2016年3月27日 22:54 - 23:30
- 2009年4月5日 - 2009年9月27日 23:24 - 翌0:00

※特別番組などの編成で上記より遅延することもある。

### キャスター（週末）
最後期の出演者
- 秋元玲奈（日曜日→土・日の隔週交代→土・日→日曜日、番組開始から終了まで担当）
- 森田京之介（土・日、2014年4月5日 - 2016年3月27日）
- 狩野恵里（土曜日、2015年1月10日 - 2016年3月26日）

（いずれもテレビ東京アナウンサー）
男性がメイン格の司会をするのは『スポーツ魂』（伊集院光司会）以来であるが、アナウンサーとなると『激生!スポーツTODAY』以来である。
秋元は出張などで、土日ともにスタジオ担当ないし現地リポートとなることがある。
過去
- 相内優香（土曜日→土・日の隔週交代、2009年4月4日 - 2011年9月25日）
- 増田和也（土・日、2009年4月4日 - 2014年3月30日）
- 紺野あさ美（土曜日[注 3]、2011年10月1日 - 2014年3月29日）
- 鷲見玲奈（土曜日、2014年4月5日 - 2014年12月20日）

### コメンテーター
まれに冬季など出演がないこともあるが、下記から1人以上出演する。
最後期の出演者
- 緒方耕一（元・読売ジャイアンツ、2012年1月15日 - 2016年3月27日）[注 4]
- 秋田豊（元サッカー日本代表／元鹿島アントラーズ／DF、2013年11月2日[注 5] - 2016年3月19日）

過去
- 川崎憲次郎（元・ヤクルトスワローズ→中日ドラゴンズ、2009年4月5日[注 6] - 2009年12月27日）
- 小宮山悟（元千葉ロッテマリーンズ→横浜ベイスターズ→ニューヨーク・メッツ→ロッテ、2010年1月30日 - 2011年12月24日）[注 7]
- 阿波野秀幸（元近鉄バファローズ→巨人→横浜、2009年4月4日[注 8] - 2011年12月25日[注 9]）
- 前園真聖（元サッカー日本代表／元サントスFC／MF、番組開始[注 6] - 2013年10月12日[注 10][5]・2014年3月1日 - 2014年7月13日）

## ネット局
| 放送対象地域   | 放送局                     | 系列           | 放送日時    | 放送日時       | 放送日時      | 放送日時      | 遅れ                              |
| 放送対象地域   | 放送局                     | 系列           | 月 - 木曜   | 金曜           | 土曜          | 日曜          | 遅れ                              |
| -------------- | -------------------------- | -------------- | ----------- | -------------- | ------------- | ------------- | --------------------------------- |
| 関東広域圏     | テレビ東京                 | テレビ東京系列 | 0:45 - 1:00 | 23:58 - 翌0:12 | 23:00 - 23:30 | 22:54 - 23:30 | 製作局                            |
| 北海道         | テレビ北海道               | テレビ東京系列 | 0:45 - 1:00 | 23:58 - 翌0:12 | 23:00 - 23:30 | 22:54 - 23:30 | 同時ネット                        |
| 愛知県         | テレビ愛知                 | テレビ東京系列 | 0:45 - 1:00 | 23:58 - 翌0:12 | 23:00 - 23:30 | 22:54 - 23:30 | 同時ネット                        |
| 大阪府         | テレビ大阪                 | テレビ東京系列 | 0:45 - 1:00 | 23:58 - 翌0:12 | 23:00 - 23:30 | 22:54 - 23:30 | 同時ネット                        |
| 岡山県・香川県 | テレビせとうち             | テレビ東京系列 | 0:45 - 1:00 | 23:58 - 翌0:12 | 23:00 - 23:30 | 22:54 - 23:30 | 同時ネット                        |
| 福岡県         | TVQ九州放送                | テレビ東京系列 | 0:45 - 1:00 | 23:58 - 翌0:12 | 23:00 - 23:30 | 22:54 - 23:30 | 同時ネット                        |
| 滋賀県         | びわ湖放送                 | JAITS          | 0:45 - 1:00 | 23:58 - 翌0:12 | 23:00 - 23:30 | 22:54 - 23:30 | 同時ネット                        |
| 三重県         | 三重テレビ                 | JAITS          | -           | -              | 23:00 - 23:30 | 22:54 - 23:30 | 同時ネット                        |
| 和歌山県       | テレビ和歌山               | JAITS          | -           | -              | -             | 22:54 - 23:30 | 同時ネット                        |
| 全国           | BSジャパン（現・BSテレ東） | BS放送（TX系） | -           | -              | 1:00 - 1:30   | 1:30 - 2:05   | 土曜 2時間遅れ 日曜 2時間16分遅れ |

過去のネット局
- 奈良テレビ（JAITS、2009年9月まで週末版のみ同時ネットしていたが、10月の時間移動とともに打ち切りとなった。）
- 岐阜放送（JAITS、2011年9月30日まで平日版、週末版共に同時ネットしていたが、10月改編で打ち切りとなった。）

### 備考
- 独立テレビ局では放送当日が国政及び地方選挙投票日に当たった場合開票速報特番を放送するため、休止あるいは遅れ放送にすることがある。
- BSジャパンでの放送は地上波での放送から一定間隔を空けての遅れ放送となっている。これは著作権によりBSジャパンでの放送が認められていない一部の国外競技の映像を消す（ブルーバック。かぶせ放送で『放送権の都合で、映像をお伝えできません。ご了承ください。』と表示。音声はそのまま放送）編集を行うためである。地上波の放送が前番組の拡大等で遅れてもこの一定間隔は保たれている。なお、部分的なカットは一切行なわれていない。
  - 本番組以外にも各種ニュース番組で極稀にかぶせ放送となる場合があるが、放送が認められていない国外競技の映像を放送すること自体少ないためか、かぶせ放送は滅多に見られない。同時放送の場合もVTR切り替えと同時にBS放送向けでは放送できない内容をVTR開始と同時に、かぶせ放送の画面が入り、VTR終了時と同時にかぶせ放送の画面が消える形であらかじめ設定がされているものと見られる。
  - 通常日曜付は、BSジャパンにおいての最終番組であるが、2015年10月 - 12月は、月曜 0:00 - 0:35（日曜深夜）に放送している「ドラマ24」（テレビ東京より遅れネット）の放送作品『初森ベマーズ』に主演している乃木坂46が、同じ時間帯にテレビ愛知制作・テレビ東京系地上波で放送している『乃木坂工事中』のMCを務めている関係に配慮して、放送順序を入れ替えて、当番組を月曜 0:00 - 0:35（地上波から66分遅れ）に繰り上げて放送している。
- 東北地方太平洋沖地震（東日本大震災）の発生に伴う報道特別番組の放送により、2011年3月11日〜18日の間は放送休止となった。（平日に関しては前座番組にあたるワールドビジネスサテライトの出演者が報道特別番組に引き続き出演した。）
- テレビ和歌山における土曜版の放送は時間変更に伴い、2011年9月24日を以って終了した。
- 2014年3月31日 - 4月11日の放送は、テレ東開局50周年特番のため、月～木曜日は25分、金曜日は28分に拡大して放送する。